# Linh Lang
Phân biệt với Uy Linh Lang, hoàng tử con vua Trần Thánh Tông, được thờ tại đình Nhật Tân, đình Yên Phụ, Hà Nội.
Linh Lang hay Linh Lang Đại Vương là vị thần được thờ tại đền Voi Phục (một trong Tứ trấn của Thăng Long Hà Nội) phía Tây thành Thăng Long cũ, nay thuộc phường Ngọc Khánh (Ba Đình, Hà Nội). Ông được biết đến qua các thần phả, có gắn liền với lịch sử Việt Nam thời nhà Lý.

## Thân thế
Sử sách không đề cập tới tên Linh Lang. Theo thần phả, Linh Lang là con vua Lý Thánh Tông sinh nhằm ngày 13 tháng 12 năm Giáp Thìn (1064), mẹ là cung phi thứ 9, quê ở Đồng Đoàn xã Bồng Lai, Đan Phượng, trấn Sơn Tây (nay thuộc Hà Nội). Linh Lang được sinh ra tại làng ở Trị Chợ Thủ Lệ (Quận Ba Đình ngày nay) có công giúp vị Đông Quốc đánh giặc. Bản khai thần tích cho biết vị thần này mất năm lên 8 tuổi vì bệnh đậu mùa, hóa thành rồng, đem theo trận gió ra hồ Linh Lang (ở Thủ Lệ, Hà Nội ngày nay). Thời Trần dân làng Linh Động (Bảo Hà ngày nay) mộng thấy vị thần này hiện về, báo dân làng lập miếu thờ thì sẽ được yên và thịnh vượng, về sau linh ứng.
Nguồn tài liệu thần phả khác lại ghi ông là con vua Lý Thái Tông, tên Hoàng Lang và không rõ năm sinh.

## Công trạng
Hành trạng của Linh Lang được các nguồn tài liệu đề cập khác nhau. Có nguồn tài liệu ghi rằng khi quân Tống sang đánh, Linh Lang (Hoằng Chân) xin vua cấp 5000 quân và voi trận ra dẹp được. Sau tiệc mừng thắng trận, nhà vua tỏ ý muốn nhường ngôi cho Hoàng tử Hoằng Chân, nhưng ông không nhận. Sau đó ít lâu, Hoằng Chân lâm bệnh nặng và qua đời.
Hoàng Xuân Hãn dẫn nguồn thần phả khác cho rằng Hoàng Lang (Linh Lang) vốn là con của thủy cung, được lệnh lên giúp vua chống giặc. Sau khi đánh lui quân giặc rồi qua đời. Đối với giả thuyết coi Hoàng Lang hay Hoằng Chân chính là thần Linh Lang, Hoàng Xuân Hãn thận trọng không kết luận chắc chắn, cho rằng có thể do sự biến âm giữa âm Hán Việt và âm Việt cổ, hoặc người ghi gia phả có chút nhầm lẫn theo giời gian giữa các âm Hoằng Chân, Hồng Chân, Hoàng Lang. Tình tiết Hoàng Lang hiện ra rắn và lặn xuống nước trong thần phả được cho là hình ảnh Hoằng Chân chìm xuống sông tử trận.

## Thờ tự

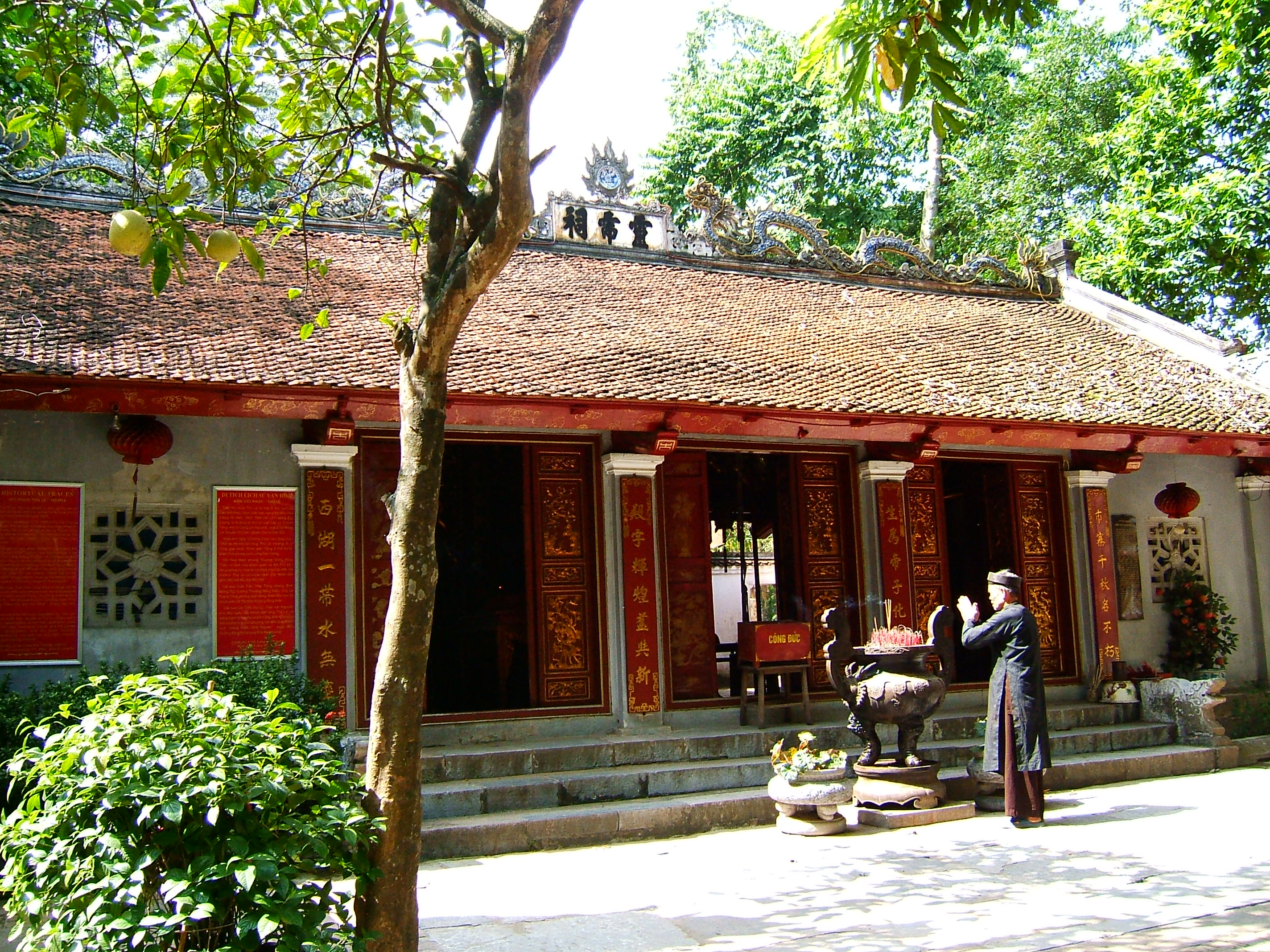
Đền Voi Phục

Xét công trạng của ông nhà Vua ban phong mỹ tự, cho phép 269 làng trại trong cả nước xây đền miếu thờ cùng sắc phong Linh Lang Đại Vương Thượng Đẳng Phúc Thần.
Linh Lang Đại vương được thờ ở nhiều nơi, nhưng nổi tiếng nhất là ở Khu vực Thủ Lệ, Vạn Phúc, Ba Đình, Hà Nội và miếu Bảo Hà, Bảo Hà, Đồng Minh, Vĩnh Bảo và ở các thôn Kênh Trạch, thôn Thượng của làng Kê Sơn (tổng Kê Sơn), thôn Địch Lương, Lương Trạch ở tổng Hạ Am, Vĩnh Bảo, hải Phòng. Lễ hội chính nhằm tưởng nhớ Linh Lang:
- Đền Voi Phục là nơi thờ chính.
- Đình Vạn Phúc (còn là Đình Hàng Tổng) nơi xưa Linh Lang đóng quân. 12 tháng chín Âm lịch hàng năm tổ chức kỷ niệm Đại Yến khao quân tưởng nhớ Linh Lang đánh thắng quân Tống xâm lược.
- Miếu Bảo Hà ở Hải Phòng là nơi thờ ngài với bức tượng có niên đại vào khoảng thời Lê, có thể đứng lên ngồi xuống được do có thiết kế khá tài tình của một nghệ nhân xưa.
- Đình Thượng, Tiêu Bảng, Yên Trung, Ý Yên, Nam Định
- Đình Tân Cốc , Tân Thành, Vụ Bản , Nam Định
- Đình Thượng Đình, xã Nhị Khê, huyện Thường Tín, Hà Nội